# Football Club Tuggen
Maillots
Dernière mise à jour : 5 février 2012.
Le Fussballclub Tuggen est un club suisse de football de la ville de Tuggen dans le canton de Schwytz, la région germanophone de la Suisse. Le club est fondé en 1966 et joue en 1re Ligue, le quatrième plus haut niveau dans la pyramide du football suisse.

## Stade
Le FC Tuggen joue ses matchs à domicile dans le stade Linthstrasse dont la capacité est de 2 800 spectateurs, avec 300 places assises et 2 500 places debout.